# Prigorie cu gât alb
Prigoria cu gât alb (Merops albicollis) este o pasăre din familia prigoriilor Meropidae. Se înmulțește în zonele semideșertice de la granița sudică a Saharei, în Africa. Este o pasăre migratoare, care iernează în pădurile tropicale ecuatoriale din Africa, între sudul Senegalului și Uganda.

## Galerie

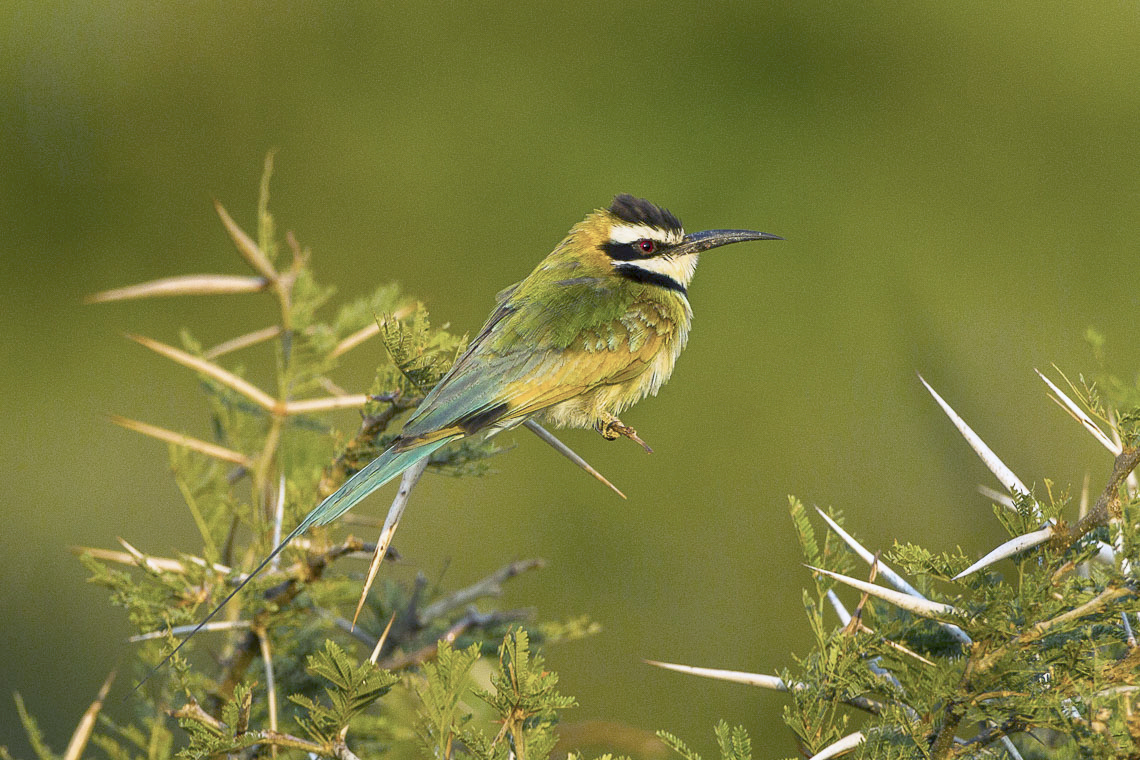
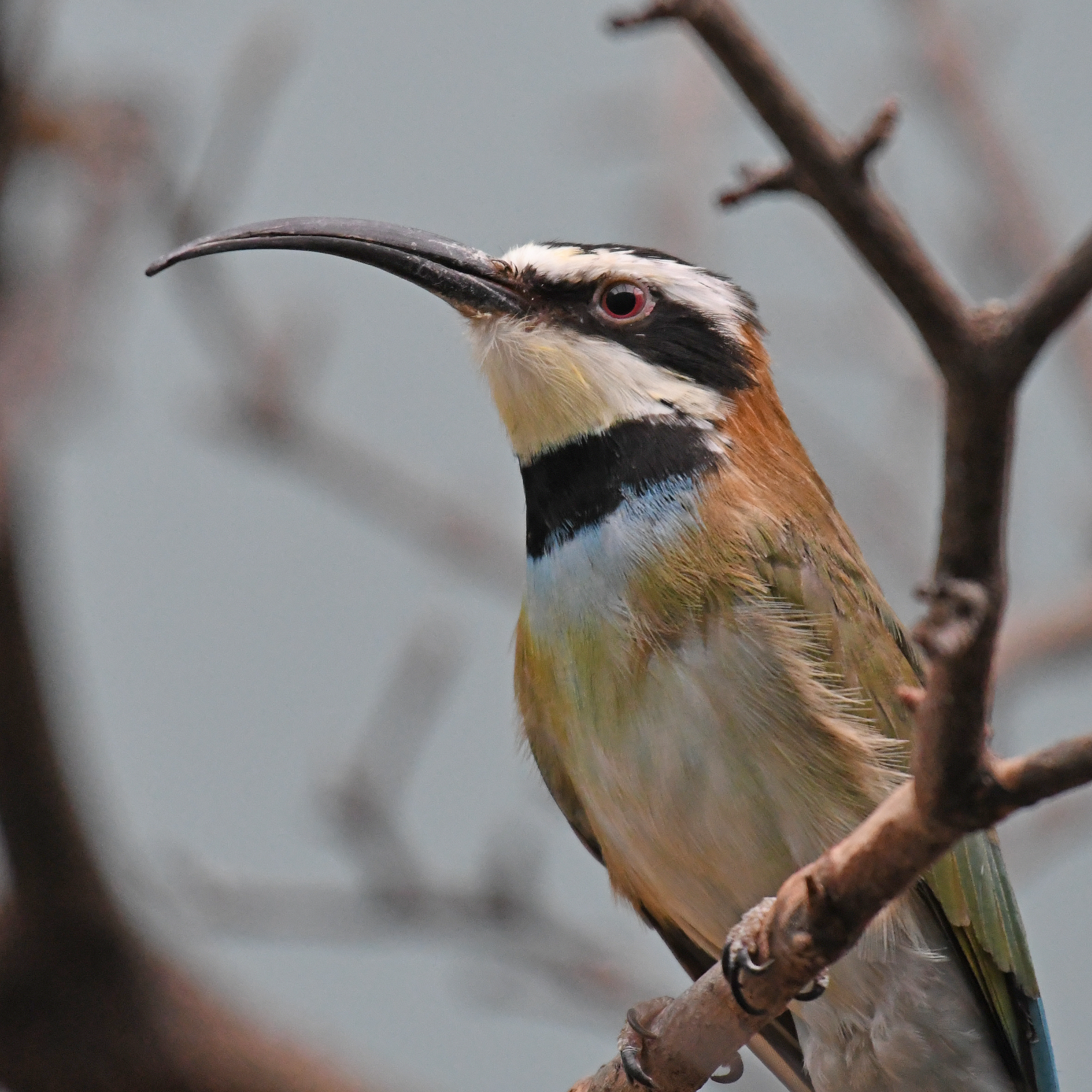
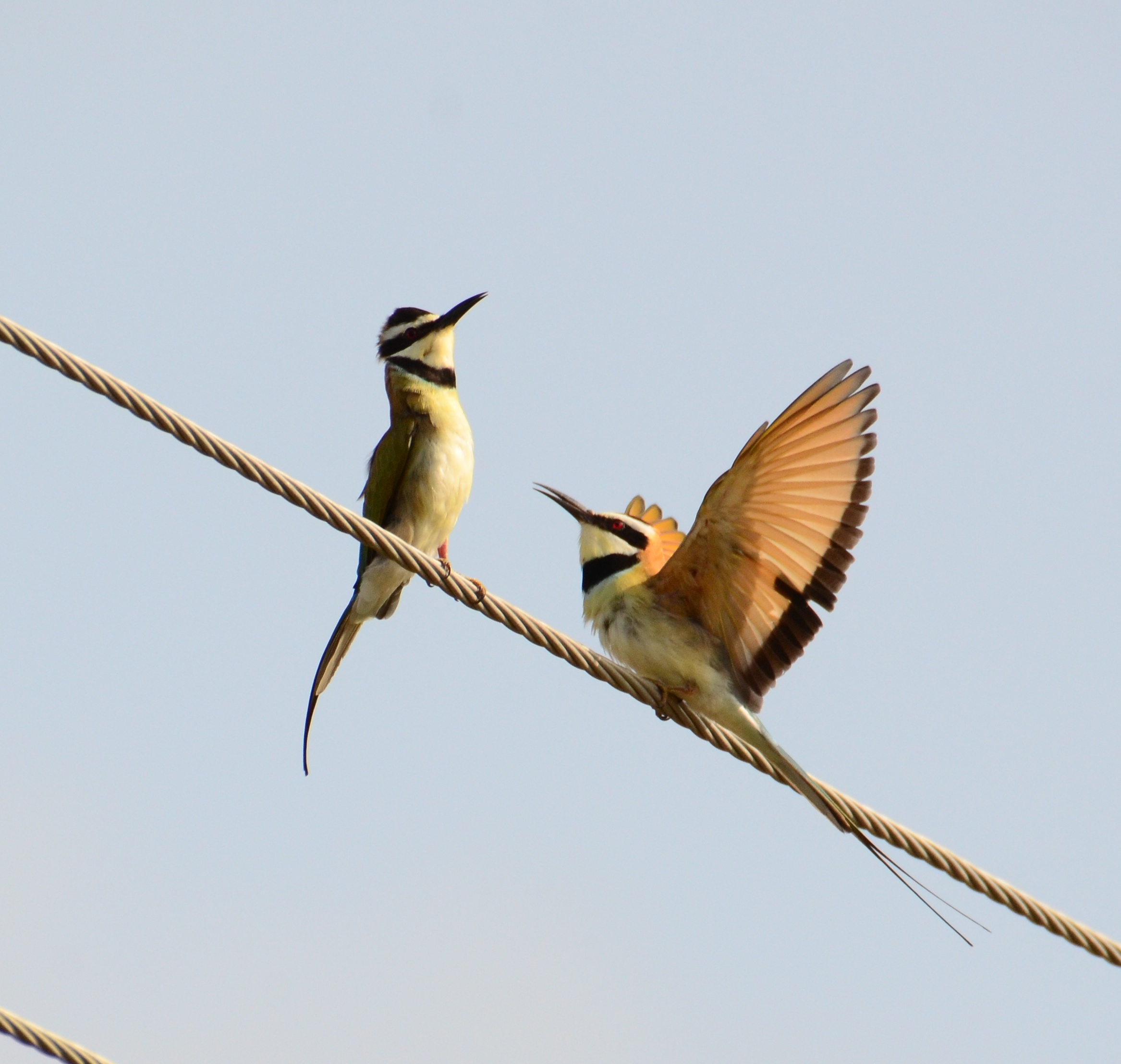